# Olympe de Gouges

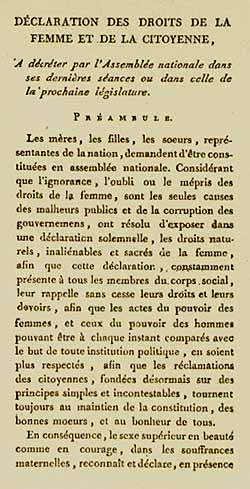
Verklaring van de rechten van de vrouw en burgeres, 1791

Marie-Olympe de Gouges, geboren als Marie Gouze (Montauban, 7 mei 1748 – Parijs, 3 november 1793), was een Franse schrijfster, feministe en revolutionaire. Haar roep om gelijkberechtiging kreeg geen gevolg en haar politieke gematigdheid bracht haar tijdens de Terreur onder de guillotine.

## Leven
De Gouges was de dochter van Pierre Gouze, een slager uit Montauban, en Anne-Olympe Mouisset, een dienstbode. Op 16-jarige leeftijd trouwde ze met een veel oudere man, die kort na de geboorte van hun zoon overleed. Ze wilde niet hertrouwen zodat ze onafhankelijk kon blijven en ze weigerde als 'weduwe Aubry' (de naam van haar man) door het leven te gaan. Ze besloot haar naam te veranderen, ze koos de naam van haar moeder, Olympe, als nieuwe voornaam en veranderde 'Gouze' in 'de Gouges'. Ze verhuisde op 22-jarige leeftijd met haar zoon naar Parijs, waar ze zich in literaire kringen begaf en veel salons bezocht. Ze vertelde dat haar vader geen slager was, maar markies Jean-Jacques Lefranc de Pompignan, zelf ook bekend als schrijver. Alhoewel dit verhaal onbevestigd is gebleven, kon ze het gebruiken om haar eigen literaire ambities meer te legitimeren.
De Gouges leerde bij filosofen als Nicolas de Condorcet en Louis-Sébastien Mercier. Vanaf de jaren 1780 begon ze toneelstukken te schrijven en vanaf 1788 ook politieke pamfletten. De Gouges was opgevoed in het Occitaans en kreeg het Frans nooit helemaal onder de knie. Haar teksten liet ze daarom redigeren. Dit werd aangehaald door haar tegenstanders om haar zwart te maken. Ze organiseerde ook bijeenkomsten voor vrouwen. 

### Déclaration des Droits de la Femme et de la Citoyenne
Haar bekendste werk is Déclaration des Droits de la Femme et de la Citoyenne (Verklaring van de rechten van de vrouw en van de burgeres) van september 1791. Dit manifest baseerde zij op de Franse Verklaring van de rechten van de mens en de burger; ze verving elk woordje 'man' door het woord 'vrouw' en ze voegde hieraan enkele bepalingen over de gelijkheid van mannen en vrouwen toe. Zo wilde ze zichtbaar maken dat rechten voor alle burgers in de praktijk vaak alleen rechten voor mannelijke burgers inhielden. De Gouges was hiermee een van de eersten die in een strijdbare context het begrip 'vrouwenrechten' gebruikt. Het denkwerk over de grondbeginselen zoals vastgehouden in het pamflet vond navolging in Engeland, waar Mary Wolstonecraft in 1792 het filosofische boek A Vindication of the Rights of Woman publiceerde en in de Verenigde Staten waar tijdens de eerste Conferentie voor Vrouwenrechten de Declaration of Sentiments werd aangenomen. Zo vatte het begrip 'vrouwenrechten' wereldwijd voet aan de grond als manier om gelijkwaardigheid te bereiken tussen vrouwen en mannen.

### Verdere politieke activiteiten
Naast een gelijke wettelijke en maatschappelijke behandeling van mannen en vrouwen maakte ze zich ook sterk voor de ongehuwde moeder; zij vond dat vrouwen zonder schaamte zouden moeten kunnen zeggen wie de vader van hun kind was. Ook zette ze zich in tegen de slavernij, waar ze ook een toneelstuk over schreef.
In 1792 sprak ze zich net als Robespierre uit tegen de girondijnse oorlogspolitiek, maar later dat jaar ging ze in tegen de montagnards door de Septembermoorden te veroordelen en in het bijzonder de opruier Marat. Op het Federatiefeest van 14 juli had ze met Etta Palm en Théroigne de Méricourt gevraagd dat vrouwen het recht zouden krijgen om vrijwillig in het leger te dienen. In de aanloop naar het proces tegen Lodewijk XVI verklaarde ze dat hij in fout was als koning maar niet de doodstraf verdiende. Ze bood aan de bejaarde Malesherbes bij te staan om de afgezette vorst te verdedigen, wat op verontwaardiging botste in de Nationale Conventie en hoe dan ook niet werd aanvaard. Het volgende jaar verzette ze zich tegen de afzetting en vervolging van de girondijnen. Dergelijke standpunten werden tijdens de Terreur gezien als gematigd, een dodelijke verdenking. 
Na het publiceren van een bijtend politiek testament in juni 1793 besloot ze zich terug te trekken naar een huisje in Touraine. Toch kon ze het niet laten nog één spraakmakend pamflet te verspreiden, Les Trois Urnes, waarin ze voorstelde het volk te laten kiezen tussen de republiek, de monarchie en het federalisme. Zelf hing ze een constitutionele monarchie aan die ze vereenzelvigde met "echt republicanisme". Dat was levensgevaarlijk in een land dat de Opstand in de Vendée en Federalistische opstanden nog aan het onderdrukken was. Ze werd aangegeven door de drukker en op 20 juli gearresteerd op last van het Comité de salut public. Zoals veel vrouwen probeerde ze haar executie te voorkomen door zwangerschap in te roepen, maar dat lukte niet.

### Terechtstelling
Op 2 november 1793 verscheen Olympe de Gouges voor het Revolutionair tribunaal en werd ze ter dood veroordeeld. Ze stierf de volgende dag onder de guillotine. Als reden werd aangedragen dat zij het Franse koningshuis zou hebben gesteund. De Gouges was voor een republiek, maar vond dat de koninklijke familie niet met de dood bestraft hoefde te worden. In een pamflet schreef zij dat Lodewijk XVI van Frankrijk als koning gefaald had, maar als man niet slecht was. In een verslag van de procureur van de Commune van Parijs, Pierre-Gaspard Chaumette, lijkt iets anders te spelen. Hij juichte de executie van meerdere vrouwen toe en bracht Marie-Olympe in herinnering in een van zijn rapporten als: 
' [die] virago, de man-vrouw, de onbeschaamde Olympe de Gouges die als eerste vrouwensociëteiten oprichtte, de zorgen voor haar huishouden verwaarloosde, politiseren wilde en misdaden beging [...] Al deze immorele individuen zijn verpletterd onder het wrekend ijzer van de wetten. En u, zou u ze willen nadoen? Neen! U zal wel voelen dat u alleen maar interessant en achtenswaardig bent, indien u dat bent wat de natuur gewild heeft dat u bent. Wij willen dat de vrouwen gerespecteerd worden, en daarom zullen we ze dwingen om zichzelf te respecteren. '
Een anonieme Parijzenaar die een kroniek van de gebeurtenissen bijhield schreef: 
' Gisteren, om zeven uur 's avonds, werd een zeer bijzondere persoon genaamd Olympe de Gouges, die de imposante titel van 'vrouw van letteren' droeg, naar het schavot gebracht, terwijl heel Parijs, hoewel het haar schoonheid bewonderde, wist dat ze niet eens het alfabet kende. (...) Ze naderde het schavot met een kalme en serene uitdrukking op haar gezicht en dwong de Furiën van de guillotine, die haar naar deze plaats van marteling hadden gedreven, toe te geven dat zulke moed en schoonheid nog nooit eerder was gezien. (...) Die vrouw (...) had zich met lichaam en ziel in de Revolutie gestort. Maar nadat ze al snel inzag hoe afschuwelijk het door de Jacobijnen aangenomen systeem was, besloot ze op haar schreden terug te keren. Ze probeerde de schurken te ontmaskeren via de literaire producties die ze liet drukken en ophangen. Ze hebben het haar nooit vergeven, en ze betaalde voor haar onvoorzichtigheid met haar hoofd. '
De Gouges schreef tijdens haar gevangenschap nog enkele pamfletten waarin ze zich uitsprak over het onrecht van haar arrestatie.. Na Charlotte Corday (vanwege de moord op Jean-Paul Marat) was Olympe de Gouges pas de tweede vrouw die tijdens de revolutie onder de guillotine stierf.
Haar laatste woorden waren "Kinderen van het Vaderland, wreek mijn dood!"

## Publicaties
- Le Mariage inattendu de Chérubin, 1786
- L'homme généreux, drame en cinq actes et en prose, 1786
- Zamora et Mirza, 1788 (met Réflexions sur les hommes nègres)
- Le Philosophe corrigé ou le cocu supposé, Paris, 1787
- Lettre au peuple ou projet d'une caisse patriotique, 1788. Par une citoyenne
- Remarques patriotiques, 1788. Par une citoyenne
- Dialogue allégorique entre la France et la Vérité', dédié aux États Généraux, (avril) 1789
- Le Cri du sage, par une femme, Paris, (mai) 1789
- Déclaration des droits de la femme et de la citoyenne, 1791. Vertaald als: Verklaring van de rechten van de vrouw en burgeres (Parijs 1791) door Anja Hélène. Kampen, Kok Agora, 1989 ISBN 90-242-7622-5
- Complots dévoilés des sociétaires du prétendu théatre de la République, 1793
- L'entrée de Dumourier à Bruxelles, ou Les vivandiers, pièce en cinq actes et en prose, 1793
- Les Trois urnes, ou le Salut de la Patrie, par un voyageur aérien, 1793 (affiche)
- Olympe de Gouges au tribunal révolutionnaire, 1793
- Une patriote persécutée, 1793

## Uitgaven
- Benoîte Groult (red.), Ainsi soit Olympe de Gouges. La déclaration des droits de la femme et autres textes politiques, 2012, ISBN 9782246804130
- Félix-Marcel Castan e.a. (red.), Olympe de Gouges. Œuvres complètes:
  - vol. I, Théâtre, 2000, ISBN 9782905206268
  - vol. II, Philosophie: dialogues & apologues, 2010, ISBN 9782905206268
  - vol. III, Pamphlètes, épîtres: libelles, positions, propositions et autres (1788-1790), 2017, ISBN 2905206410
  - vol. IV, Pamphlètes, épîtres: libelles, positions, propositions et autres (1791-1793), 2017, ISBN 2905206420
- Olivier Blanc (red.), Ecrits politiques, vol. I, 1788-1791, 1993, ISBN 2907883453 en vol. II, 1791-1793, 1993, ISBN 2907883658
- Benoîte Groult (red.), Olympe de Gouges. Œuvres, 1986, ISBN 9782715214361

## Voetnoten
1. ↑  French feminists and the rights of 'man': Olympe de Gouges' Declarations, Joan Wallach Scott
2. ↑  (fr) Olympe de Gouges, la première féministe de l’histoire moderne. actu.fr. Geraadpleegd op 30 augustus 2022.
3. ↑  (fr)  Fantômes montalbanais, illustres et méconnus, brochure van het Centre du Patrimoine van Montauban, 2011, p. 25
4. ↑  Nederlandse vertaling (1989): Verklaring van de rechten van de vrouw en burgeres. ISBN 9789024276226
5. ↑  Benoîte Groult, Ainsi soit Olympe de Gouges. La déclaration des droits de la femme et autres textes politiques, 2013, p. 23
6. ↑  Wendy C. Nielsen, "Olympes de Gouges and the Fight for Citizenship" in: Women Warriors in Romantic Drama, 2013, p. 43
7. ↑  Olympe de Gouges, défenseur officieux de Louis Capet (1792)
8. ↑  De republikeinse vrouwen tot wie hij zich richt
9. ↑  Mousset, Sophie (2007). Women's Rights and the French Revolution: A Biography of Olympe de Gouges. New Brunswick (US) & London: Transaction Publishers. p. 99. ISBN 978-0-7658-0345-0.
10. ↑  Women's Rights and the French Revolution: A Biography of Olympe de Gouges, Sophie Mousset (New Brunswick, 2007), 93-97

- Bibsys: 90199872
- Biblioteca Nacional de España: XX1144913
- Bibliothèque nationale de France: cb119055055 (data)
- Catàleg d'autoritats de noms i títols de Catalunya: 981058521723906706
- CiNii: DA02373086
- Gemeinsame Normdatei: 11854103X
- International Standard Name Identifier: 0000 0001 2017 1868
- Library of Congress Control Number: n82116389
- MusicBrainz: 994c9128-867d-44c4-ab06-3f7eb3159189
- Bibliotheek van het Japanse parlement: 00620755
- Nationale Bibliotheek van Tsjechië: jx20140820002
- Nationale Bibliotheek van Israël: 987007261927805171
- Nationale Bibliotheek van Polen: a0000002660005
- Nationale en Universitaire bibliotheek Zagreb: 000418848
- Nederlandse Thesaurus van Auteursnamen: 073361186
- Istituto Centrale per il Catalogo Unico: IEIV026511
- LIBRIS: 301040
- SNAC: w6hk2757
- Système universitaire de documentation: 027484211
- Virtual International Authority File: 9846924
- WorldCat: E39PBJyrRt6bHRq7YY4jty6qcP